# Всероссийская олимпиада школьников по химии
Всеросси́йская олимпиа́да шко́льников по хи́мии (ВсОШ по химии) — ежегодное соревнование по химии для школьников 8—11 классов.

## Цели олимпиады
Всероссийская химическая олимпиада школьников нацелена на выявление и развитие у обучающихся общеобразовательных учреждений творческих способностей и интереса к научной деятельности, создание необходимых условий для поддержки одарённых детей, пропаганду научных знаний, создание условия для реализации возможностей лучших учащихся и педагогов, для плодотворного, творческого общения.
Олимпиада направлена не на соревнование, а на творческое, плодотворное общение, получение новых знаний, закрепление их, фундаментализацию знаний. Общение является важнейшим воспитательным аспектом олимпиады.

## История олимпиады
Первые химические олимпиады школьников состоялись в Москве и Ленинграде в 1938/39 учебном году, однако основной их формой являлись заочные олимпиады. Основоположником химических олимпиад школьников был выдающийся химик-органик Александр Петрович Терентьев. Великая Отечественная война приостановила развитие олимпиад, но уже с 1944 года по инициативе химического факультета МГУ они стали возрождаться. В том же году была проведена I Московская городская олимпиада. В 1960 году одновременно с Московской городской стала проводиться Московская областная олимпиада.
В 1964 году Министр просвещения РСФСР Михаил Алексеевич Прокофьев подписал приказ об утверждении государственной системы предметных олимпиад школьников, официальный статус получила Всероссийская химическая олимпиада школьников по химии. В 1965 году в Москве прошла первая Всероссийская олимпиада школьников по химии. В центральный оргкомитет вошли выдающиеся учёные: профессор МГУ Альфред Феликсович Платэ и председатель секции «Юный химик» Центрального правления Всесоюзного химического общества им. Д. М. Менделеева Павел Васильевич Козлов. В 1967 году в связи с организацией Министерства просвещения СССР принято решение о проведении Всесоюзной олимпиады по химии. Проведение Всероссийской олимпиады было временно приостановлено, а методическая комиссия Всероссийской олимпиады была реорганизована в методическую комиссию Всесоюзной.
Первая Всесоюзная олимпиада школьников по химии состоялась в Днепропетровске в 1967 году. До 1991 года Всесоюзные олимпиады проводились в разных городах СССР. В 1973—1976 годах было проведено разделение заданий на обязательные задачи и задачи по выбору.
Председателями методической комиссии Всероссийской и Всесоюзной олимпиад школьников были учёные химического факультета МГУ: А. Ф. Платэ, Е. М. Соколовская, Г. В. Лисичкин, В. В. Загорский, В. В. Сорокин, А. К. Гладилин. В 2002-2020 гг. Центральную методическую комиссию по химии при Центральном оргкомитете Всероссийской олимпиады школьников возглавлял декан химического факультета МГУ имени М. В. Ломоносова, академик РАН, профессор В. В. Лунин, заместителем председателя была доцент кафедры общей химии того же факультета к.х.н. О. В. Архангельская. С 2015 г. заместителем председателя ЦПМК является доцент кафедры неорганической химии МГУ к.х.н. В. Д. Долженко. С 2021 года председателем комиссии стал д.х.н., проф. С. С. Карлов, заместитель декана химического факультета МГУ.
С 1975 года во всех республиках СССР было введено в обязательном порядке проведение республиканского этапа, ставшего, таким образом, ещё одним раундом отбора. В итоге число участников заключительного этапа сократилось практически вчетверо (с более чем 500, до 150—170 человек), что привело к росту среднего уровня подготовки участников заключительного этапа. Из текстов заданий были исключены относительно несложные задачи и вопросы, повышен уровень сложности задач экспериментального тура. К 1975 году сложилась структура Всесоюзной олимпиады, включавшая пять этапов: I (школьный) — II (районный или городской) — III (областной или краевой) — IV (республиканский) — (V заключительный).
В 1992 году, уже после распада СССР, в Самаре состоялась последняя Всесоюзная олимпиада школьников по химии. С 1993 года она продолжила развиваться по двум направлениям: Всероссийская олимпиада и Международная Менделеевская олимпиада школьников.
Всероссийская олимпиада сохранила пять этапов. До 2002 года четвёртый этап (зональный этап) проходил по четырём географическим зонам России, а с 2002 года — по Федеральным округам (федеральный окружной этап), причём заключительные этапы городских олимпиад Москвы и Санкт-Петербурга приравнивались по статусу к четвёртому (федеральному окружному) этапу. 
С 2009 года перестал проводиться федеральный окружной (бывший зональный) этап.
Теперь олимпиада проводится в 4 этапа. Проведение Всероссийской олимпиады регламентировано Порядком, утверждённым Минобрнауки России.
| № олимпиады | Год                      | Город            | Олимпиада     |
| ----------- | ------------------------ | ---------------- | ------------- |
| I           | 1965                     | Москва           | Всероссийская |
| 2.          | 1966                     | Казань           | Всероссийская |
| 3.          | 1967                     | Днепропетровск   | Всесоюзная    |
| 4.          | 1968                     | Вильнюс          | Всесоюзная    |
| 5.          | 1969                     | Ростов-на-Дону   | Всесоюзная    |
| 6.          | 1970                     | Воронеж          | Всесоюзная    |
| 7.          | 1971                     | Минск            | Всесоюзная    |
| 8.          | 1972                     | Уфа              | Всесоюзная    |
| 9.          | 1973                     | Баку             | Всесоюзная    |
| 10.         | 1974                     | Донецк           | Всесоюзная    |
| 11.         | 1975                     | Вильнюс          | Всесоюзная    |
| 12.         | 1976                     | Киев             | Всесоюзная    |
| 13.         | 1977                     | Алма-Ата         | Всесоюзная    |
| 14.         | 1978                     | Казань           | Всесоюзная    |
| 15.         | 1979                     | Кишинёв          | Всесоюзная    |
| 16.         | 1980                     | Ереван           | Всесоюзная    |
| 17.         | 1981                     | Фрунзе           | Всесоюзная    |
| 18.         | 1982                     | Таллин           | Всесоюзная    |
| 19.         | 1983                     | Тбилиси          | Всесоюзная    |
| 20.         | 1984                     | Душанбе          | Всесоюзная    |
| 21.         | 1985                     | Рига             | Всесоюзная    |
| 22.         | 1986                     | Донецк           | Всесоюзная    |
| 23.         | 1987                     | Ташкент          | Всесоюзная    |
| 24.         | 1988                     | Вильнюс          | Всесоюзная    |
| 25.         | 1989                     | Пермь            | Всесоюзная    |
| 26.         | 1990                     | Минск            | Всесоюзная    |
| 27.         | 1991                     | Иваново          | Всесоюзная    |
| 28.         | 1992                     | Самара           | Всесоюзная    |
| 29.         | 1993                     | Липецк           | Всероссийская |
| 30.         | 1994                     | Казань           | Всероссийская |
| 31.         | 1995                     | Н.-Новгород      | Всероссийская |
| 32.         | 1996                     | Самара           | Всероссийская |
| 33.         | 1997                     | Казань           | Всероссийская |
| 34.         | 1998                     | Белгород         | Всероссийская |
| 35.         | 1999                     | Рязань           | Всероссийская |
| 36.         | 2000                     | Владимир         | Всероссийская |
| 37.         | 2001                     | Ульяновск        | Всероссийская |
| 38.         | 2002                     | Великий Новгород | Всероссийская |
| 39.         | 2003                     | Чебоксары        | Всероссийская |
| 40.         | 2004                     | Челябинск        | Всероссийская |
| 41.         | 2005                     | Белгород         | Всероссийская |
| 42.         | 2006                     | Уфа              | Всероссийская |
| 43.         | 2007                     | Уфа              | Всероссийская |
| 44.         | 2008                     | Уфа              | Всероссийская |
| 45.         | 2009                     | Архангельск      | Всероссийская |
| 46.         | 2010                     | Казань           | Всероссийская |
| 47.         | 2011                     | Архангельск      | Всероссийская |
| 48.         | 2012                     | Магнитогорск     | Всероссийская |
| 49.         | 2013                     | Курск            | Всероссийская |
| 50.         | 2014                     | Казань           | Всероссийская |
| 51.         | 2015                     | Новосибирск      | Всероссийская |
| 52.         | 2016                     | Белгород         | Всероссийская |
| 53          | 30 марта — 5 апреля 2017 | Саранск          | Всероссийская |
| 54          | 29 марта — 4 апреля 2018 | Архангельск      | Всероссийская |
| 55          | 17 марта — 23 марта 2019 | Уфа              | Всероссийская |
| 56          | 2020                     | —                | Всероссийская |
| 57          | 2021                     | Белгород         | Всероссийская |
| 58          | 18—24 марта 2022         | Москва           | Всероссийская |
| 59          | 16—23 марта 2023         | Сириус           | Всероссийская |
| 60          | 4—10 апреля 2024         | Саранск          | Всероссийская |
| 61          | 23—30 марта 2025         | Новый Уренгой    | Всероссийская |

В целях координации проведения олимпиад и других интеллектуальных соревнований, направленных на поиск, поддержку и сопровождение в течение периода становления талантливых детей и молодежи, в 2006 году создан Российский совет олимпиад школьников (РСОШ). Работа РСОШ регламентируется Порядком проведения олимпиад школьников. Настоящий Порядок не распространяется на всероссийскую олимпиаду школьников.

## Этапы проведения олимпиады
Согласно Порядку проведения всероссийской олимпиады школьников, Всероссийская олимпиада школьников по химии проводится в 4 этапа:
- Школьный этап олимпиады проводится по разработанным муниципальными предметно-методическими комиссиями олимпиады заданиям, основанным на содержании образовательных программ основного общего и среднего общего образования углублённого уровня и соответствующей направленности (профиля), для 4—11 классов. Срок окончания школьного этапа олимпиады — не позднее 01 ноября;
- Муниципальный этап олимпиады проводится по разработанным региональными предметно-методическими комиссиями заданиям, основанным на содержании образовательных программ основного общего и среднего общего образования углублённого уровня и соответствующей направленности (профиля), для 7—11 классов. Срок окончания муниципального этапа олимпиады — не позднее 25 декабря;
- Региональный этап олимпиады проводится по разработанным центральными предметно-методическими комиссиями олимпиады заданиям, основанным на содержании образовательных программ основного общего и среднего общего образования углублённого уровня и соответствующей направленности (профиля), для 9—11 классов. Срок окончания регионального этапа олимпиады — не позднее 25 февраля;
- Заключительный этап олимпиады проводится по разработанным центральными предметно-методическими комиссиями заданиям, основанным на содержании образовательных программ основного общего и среднего общего образования углублённого уровня и соответствующей направленности (профиля), для 9—11 классов. Срок окончания заключительного этапа олимпиады — не позднее 30 апреля.

## Заочные (дистанционные) формы проведения этапов ВсОШ
Школьный, муниципальный и региональный этапы Всероссийской олимпиады школьников иногда проводятся в несколько туров, один из которых заочный. Этот тур позволяет привлечь к участию в олимпиаде как можно большее число школьников и провести эффективный отбор участников для очного тура. Чаще всего заочный тур проводится посредством Интернет.

## Организационно и научно-методическая работа
Координацию организации и проведения олимпиады осуществляет Центральный оргкомитет олимпиады под руководством председателя. Организационно-техническое, информационное обеспечение деятельности Центрального оргкомитета олимпиады осуществляет Минобрнауки России. Для научно-методического обеспечения олимпиады создаются центральные предметно-методические комиссии (ЦПМК) олимпиады. Состав ЦПМК по химии формируется по предложению Центрального оргкомитета олимпиады из числа педагогических, научных, научно-педагогических работников и утверждается Минобрнауки России. Основными принципами деятельности Центрального оргкомитета олимпиады, центральных предметно-методических комиссий олимпиады, жюри всех этапов олимпиады являются компетентность, объективность, гласность, а также соблюдение норм профессиональной этики.

## Темы заданий
Традиционно заключительный этап Всероссийской олимпиады школьников проводится в три тура: первый теоретический (обязательный) тур, второй теоретический тур (тур по выбору) и экспериментальный.
Первый теоретический тур
Первый теоретический тур включает в себя 15 задач, по 5 задач для каждого класса.
Научная программа олимпиады включает следующие разделы:
Теоретический тур
- Неорганическая химия
- Аналитическая химия
- Физическая химия
- Органическая химия
- Биохимия

Экспериментальный тур
Экспериментальные задачи, включающие экспериментальные навыки всех перечисленных разделов химии